# الشبل 2
الشبل 2 مدرعة سعودية خفيفة ذات دفع رباعي 4X4، يبلغ وزنها 4600 كيلو غرام. وبها محرك بقوة 221 حصان، تتميز بهيكل مدرع من الفولاذ الصلب يتميز بتصميم يوفر الحماية من كل الجهات من الأسلحة الخفيفة من عيار 7.62 ملم مع زجاج مدرع. ومزودة بعجلات مقاومة للرصاص. ويمكنها ان تحقق سرعة قصوى تصل إلى 120 كيلو متر في الساعة. كما ألحق بسقف العربة حلقة علوية يمكن إضافة أسلحة متعددة عليها. وهي مزودة بأجهزة مطورة للاتصالات والملاحة ومزودة بمناظير رؤية ليلية.

## المستخدمون
- السعودية
- تركمانستان